# Callicostella chloroneura
Callicostella chloroneura är en bladmossart som beskrevs av C. Müller och Fleischer 1908. Callicostella chloroneura ingår i släktet Callicostella och familjen Hookeriaceae. Inga underarter finns listade i Catalogue of Life.